# اوله هراسیموک
اوله هراسیموکر (اوکراینی: Олег Вікторович Герасимюк؛ زادهٔ ۲۲ سپتامبر ۱۹۸۶) بازیکن فوتبال اهل اوکراین است.
از باشگاه‌هایی که در آن بازی کرده‌است می‌توان به باشگاه فوتبال اوورلا اوژهورود، باشگاه فوتبال نفتچی باکو، و باشگاه فوتبال آرسنال کی‌یف اشاره کرد.